# 俄南
俄南（Onan），是雅各與利亞的兒子猶大的次子，是希伯來聖經《創世記》中出現的人物。
俄南的兄長珥死於天谴，猶大按照希伯來人的習俗，要俄南與珥的妻子他玛同房，生兒子為兄長傳宗接代，延續香火。俄南知道生下孩子就得过继給兄長，所以與他瑪性交時故意體外排精。
俄南明明與他瑪發生性行為，卻自私地刻意不讓他瑪懷孕，被耶和華認為是惡，也讓俄南死於天譴。及後英語「onanism」成為了手淫及性交中斷的代詞，日语也引進了（Onani），作為手淫之意。